# Primera División Femenina de España
La Primera División de la Liga de Fútbol Femenino, indicata anche come Liga F o Finetwork Liga F per ragioni di sponsorizzazione, è la massima serie del campionato spagnolo femminile di calcio. È l'equivalente della Primera División maschile, ed è gestita dalla Liga Profesional de Fútbol Femenino (LPFF). Per la stagione 2020-2021 la Primera División è il quarto campionato di calcio femminile in Europa secondo il ranking stilato dalla UEFA.

## Storia
Il campionato è stato fondato nel 1988 come Liga Nacional, di cui facevano parte Olímpico Fortuna, Puente Castro, Parque Alcobendas, Santa María Atlético, Vallés Occidental, Espanyol, Barcellona, CE Sabadell e Peña Barcelonista. Dalla stagione 1996-97, il campionato è stato diviso in quattro gironi, i cui vincitori giocavano una semifinale ed una finale per assegnare il titolo. Dalla stagione 2001-02, il campionato è stato denominato Superliga, diventando un girone unico di 14 squadre, con girone di andata e di ritorno. Dalla stagione 2008-09 è stato aumentato il numero di squadre da 14 a 16, lasciando invariato il format.
Dalla stagione 2009-2010, il numero di squadre è stato aumentato ulteriormente da 16 a 24 causando critiche da società e calciatrici, che temevano una perdita di competitività. La Superliga è stata nuovamente divisa in tre gruppi da 7-8 squadre, su scala regionale. Nella prima parte della stagione, ogni squadra giocava due volte (andata e ritorno) contro le squadre del proprio girone. Nella seconda fare del torneo, le prime due classificate più le due migliori terze venivano inserite in un Gruppo A, mentre le altre nei gruppi B e C, affrontandosi nuovamente in gironi di andata e ritorno, al termine dei quali le prime tre classificate dei gruppi B e C, assieme a tutte quelle del Gruppo A, si qualificavano per la Coppa della Regina, mentre le due prime classificate nel Gruppo A giocavano una finale in gare di andata e ritorno per l'assegnazione del titolo del campionato. Questa formula è durata solo due stagioni (entrambe vinte dal Rayo Vallecano in entrambi i casi sull'Espanyol): dalla stagione 2011-12, è stato reintrodotto il girone unico a 18 squadre, con gironi di andata e ritorno. Dalla stagione 2012-2013, il campionato è stato nuovamente ridotto da 18 a 16 squadre, numero mentenuto fino alla stagione 2019-2020 che, a causa della pandemia di COVID-19, non ha visto retrocessioni, ritornato così eccezionalmente a 18 squadre nella successiva.

### Trofei di proprietà
Il trofeo della Liga si assegna al club campione, che lo conserva per la stagione successiva per poi consegnarlo al club vincitore dell'edizione successiva. Dopo averlo riconsegnato, i club possono esibire solo una copia in scala ridotta dell'originale. Tuttavia, il trofeo resta di proprietà dei club che riescono a vincere il campionato per cinque volte (non consecutive) o tre volte (consecutive). Quattro club sono finora riusciti ad ottenere un trofeo di proprietà:
- Athletic Bilbao, primo club a vincere tre campionati consecutivi (2003, 2004, 2005).
- Rayo Vallecano, vincitore di tre campionati consecutivi (2009, 2010, 2011).
- Barcellona, vincitore di tre campionati consecutivi per due volte (2012, 2013, 2014 e 2020, 2021, 2022).
- Atlético Madrid, vincitore di tre campionati consecutivi (2017, 2018, 2019).

## Le squadre

### Organico attuale

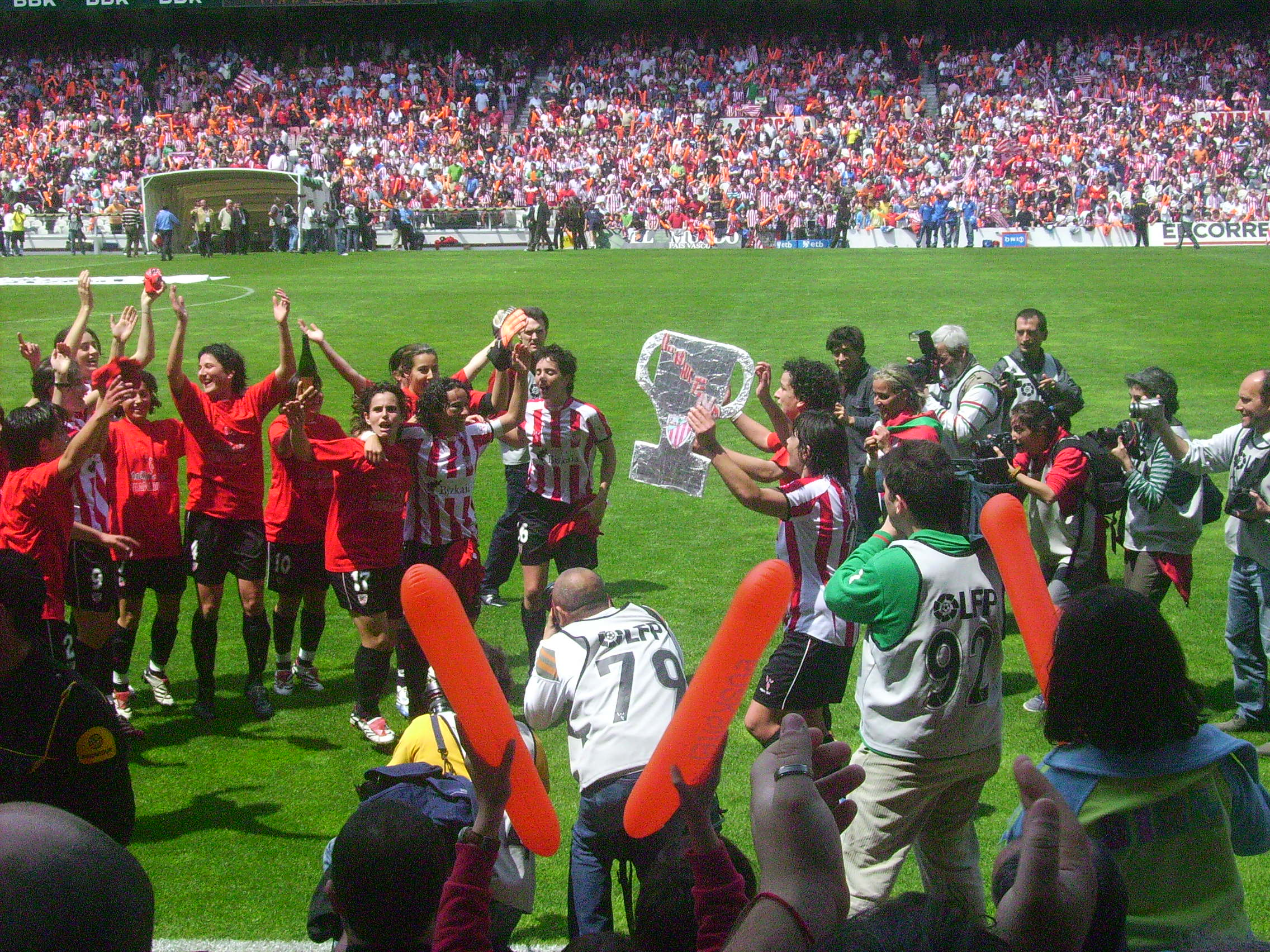
L' festeggia il quarto titolo nazionale al termine del campionato 2006-2007.

Alla stagione 2024-2025 sono iscritte le seguenti 16 squadre:
- Athletic Bilbao
- Atlético Madrid
- Barcellona
- Betis
- Deportivo La Coruña
- Eibar
- Espanyol
- Granada
- Granadilla Tenerife
- Levante
- Levante Badalona
- Madrid CFF
- Real Madrid
- Real Sociedad
- Siviglia
- Valencia

## Albo d'oro
Lista dei campioni di Spagna per stagione.

### Liga Nacional
- 1988-1989: Peña Barcilona
- 1989-1990:  Atlético Madrid [3]
- 1990-1991:  Oiartzun
- 1991-1992:  Añorga KKE
- 1992-1993: Oroquieta Villaverde
- 1993-1994: Oroquieta Villaverde
- 1994-1995:  Añorga KKE
- 1995-1996:  Añorga KKE
- 1996-1997:  Levante [4]
- 1997-1998:  Atlético Málaga [5]
- 1998-1999: Oroquieta Villaverde
- 1999-2000:  Puebla
- 2000-2001:  Levante

### Superliga
- 2001-2002:  Levante
- 2002-2003:  Athletic Bilbao
- 2003-2004:  Athletic Bilbao
- 2004-2005:  Athletic Bilbao
- 2005-2006:  Espanyol
- 2006-2007:  Athletic Bilbao
- 2007-2008:  Levante
- 2008-2009:  Rayo Vallecano
- 2009-2010:  Rayo Vallecano
- 2010-2011:  Rayo Vallecano

### Primera División Femenina de España
- 2011-2012:  Barcellona
- 2012-2013:  Barcellona
- 2013-2014:  Barcellona
- 2014-2015:  Barcellona
- 2015-2016:  Athletic Bilbao
- 2016-2017:  Atlético Madrid
- 2017-2018:  Atlético Madrid
- 2018-2019:  Atlético Madrid
- 2019-2020:  Barcellona
- 2020-2021:  Barcellona
- 2021-2022:  Barcellona
- 2022-2023:  Barcellona
- 2023-2024:  Barcellona
- 2024-2025:  Barcellona

## Statistiche

### Vittorie per squadra
| Club                 | Titoli | Anno                                                                                     |
| -------------------- | ------ | ---------------------------------------------------------------------------------------- |
| Barcellona           | 10     | 2011-12, 2012-13, 2013-14, 2014-15, 2019-20, 2020-21, 2021-22, 2022-23, 2023-24, 2024-25 |
| Athletic Bilbao      | 5      | 2002-03, 2003-04, 2004-05, 2006-07, 2015-16                                              |
| Levante              | 4      | 1997, 2000-01, 2001-02, 2007-08                                                          |
| Atlético Madrid      | 4      | 1990, 2016-17, 2017-18, 2018-19                                                          |
| Añorga KKE           | 3      | 1992, 1995, 1996                                                                         |
| Oroquieta Villaverde | 3      | 1993, 1994, 1999                                                                         |
| Rayo Vallecano       | 3      | 2008-09, 2009-10, 2010-11                                                                |
| Espanyol             | 1      | 2005-06                                                                                  |
| CF Irex Puebla       | 1      | 1999-2000                                                                                |
| Peña Barcilona       | 1      | 1989                                                                                     |
| Oiartzun             | 1      | 1991                                                                                     |
| Málaga               | 1      | 1998                                                                                     |